# Push (film)
Pour les articles homonymes, voir Push.
 (juillet 2014).
Pour plus de détails, voir Fiche technique et Distribution.
Push (Push : La Division au Québec et au Nouveau-Brunswick) est un thriller américain réalisé par Paul McGuigan sorti en 2009. L'action se déroule autour d'un groupe de jeunes Américains expatriés aux fortes capacités parapsychiques qui doivent se cacher d'une agence gouvernementale américaine secrète. Ils utilisent leurs différents talents et se regroupent pour lui échapper définitivement.

## Résumé
Une organisation au sein du gouvernement des États-Unis est appelée « la Division » et mène secrètement depuis 1945 des expériences sur les personnes ayant des capacités parapsychiques. Deux Movers (Bougeurs), Nick et son père Jonah, sont poursuivis par la Division. Jonas dit à Nick avoir eu une vision, qu'il a reçue d'un Watcher (Voyant). Il devra aider une jeune fille qui lui donnera une fleur pour se débarrasser de la Division. Jonah aide son fils à fuir, et se fait tuer par l'agent Carver et la Division.
Dix ans plus tard, alors que la Division teste un stimulant sur une Pousseuse nommée Kira, la jeune femme arrive à s'échapper en assommant le médecin. Elle en profite pour voler la seringue remplie du stimulant. À Hong Kong, Nick se cache comme un expatrié. Une jeune fille, Cassie, arrive à l'appartement de Nick, en lui expliquant qu'elle est une Voyeuse et qu'ils vont trouver ensemble une chose mystérieuse qui les aidera à se débarrasser de la Division. En suivant les prédictions de Cassie, ils se retrouvent dans une boîte de nuit pour voir un ami, Hook Waters, qui est un Switcher (Changeur). Il leur suggère d'aller voir Emily, une Snifer (Renifleuse) qui les aidera à trouver Kira grâce à la perle donnée précédemment par Hook. Nick et Cassie trouvent Kira, qui eut une relation amoureuse avec Nick. Ils recrutent un Hider (Cacheur), nommé Pinky, pour cacher Kira des Renifleurs de la Division. Grâce à ses prédictions, Cassie trouve une clé d'un casier dans la chaussure de Kira. La valise est à l'intérieur.
Nick élabore un plan complexe qui implique un Eraser (Effaceur), qui effacera ses souvenirs de son plan afin qu'aucun voyeur ne puisse douter de ce qu'ils envisagent. Pendant ce temps, Hook récupère la valise, où est la seringue volée par Kira. Hook dédouble la valise à la seringue. Dans le cadre du plan, Kira se livre à l'agent Carver, qui se présente à Kira comme un ami, affirmant que ses souvenirs d'être dans une relation avec Nick sont faux et qu'elle est en réalité un agent de la Division qui s'est porté volontaire pour prendre le stimulant, mais qui a souffert d'amnésie.
Nick va récupérer le stimulant, mais il se retrouve confronté à Carver et Kira, qui le forcent à les emmener au chantier de construction qui contient le casier où est la valise. La Triade lance une embuscade, et, à la fin de la lutte, Nick saisit la valise, essaye de pousser Kira à se souvenir de lui. Kira n'arrive pas à s'en souvenir, alors il se décide à se planter la seringue dans le bras, apparemment prêt à se suicider. Après le départ de Carver et Kira, Cassie apparait et Nick se réveille, et récupère la vraie valise avec la seringue, cachée dans une poubelle. Cassie révèle à Nick qu'il s'est injecté de la sauce soja, et profite pour lui dire qu'il verra Kira à nouveau.
Carver et Kira prennent l'avion pour les États-Unis. Pendant que Carver dort, Kira ouvre son sac et trouve une enveloppe de Nick. Elle l'ouvre et trouve une photo d'elle et Nick. Un message est écrit sur la photo dit « Tue-le. À plus, Nick. » On entend la voix de Kira dire « Mettez votre arme dans la bouche ». L'écran devient noir et après quoi un coup de feu est entendu.

## Fiche technique
- Titre original : Push
- Titre québécois : Push : La Division
- Réalisation : Paul McGuigan
- Scénario : David Bourla
- Montage : Nicolas Trembasiewicz
- Musique : Neil Davidge
- Production : Bruce Davey, William Vince, Glenn Williamson
- Société de production : Summit Entertainment, Icon Productions, Infinity Features Entertainment
- Distribution : Summit Entertainment - Icon Productions
- Budget : 38 000 000 $
- Rentrées : 48 000 000 $
- Pays de production : États-Unis
- Langue : anglais
- Format : Couleurs
- Genre : thriller
- Durée : 111 minutes
- Date de sortie : 2009

## Distribution

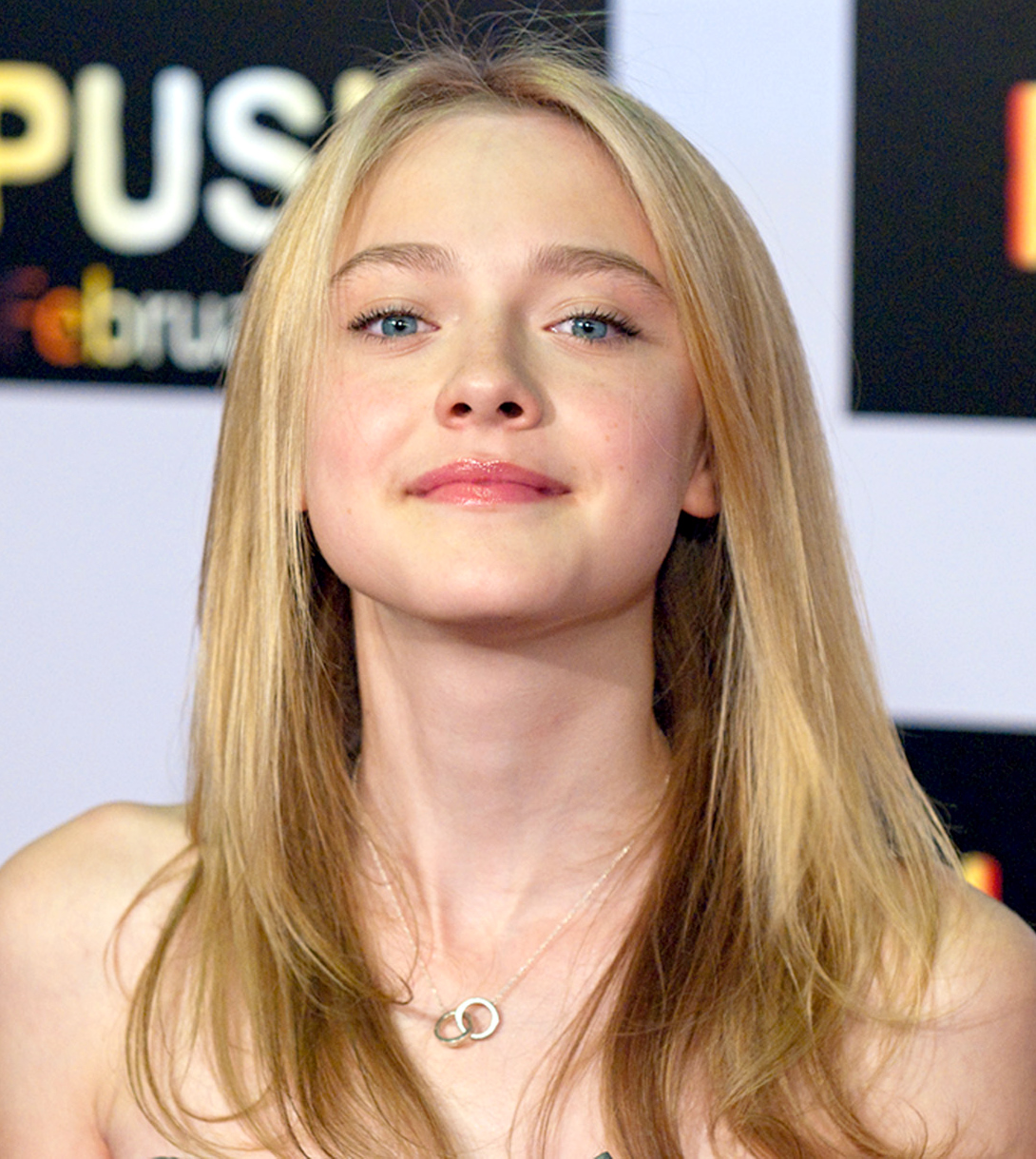
L'actrice Dakota Fanning à la première du film, en janvier 2009.

- Chris Evans (VF : Maël Davan-Soulas, VQ : Antoine Durand) : Nick Grant
- Dakota Fanning (VF : Kelly Marot, VQ : Claudia-Laurie Corbeil) : Cassie Holmes
- Camilla Belle (VF : Lily Rubens, VQ : Kim Jalabert) : Kira Hudson
- Djimon Hounsou (VF : Jean-Paul Pitolin, VQ : Widemir Normil) : Henry Carver
- Cliff Curtis : Hook Waters
- Ming-Na : Emily Hu
- Maggie Siff : (VQ : Mélanie Laberge) : Teresa Stowe
- Colin Ford : (VQ : Alexandre Bacon) : Nick Grant, enfant
- Joel Gretsch (VQ : Patrice Dubois) : le père de Nick
- Neil Jackson (VF : Stéphane Fourreau, VQ : Benoit Ethier) : Victor Budarin
- Scott Michael Campbell : agent Holden
- Corey Stoll (VF : Yann Guillemot) : agent Mack
- Hal Yamanouchi : le père
- Nate Mooney (VF : Laurent Morteau, VQ : Nicolas Charbonneaux-Collombet) : Petit-doigt

## Comic
Wildstorm, une filiale de DC Comics, produit une mini-série de comic-books, qui est une préquelle du film, écrite par Marc Bernardin et Adam Freeman et dessinée par Bruno Redondo.

## Nomination
- 2009 : Nomination au Golden Reel Award de la meilleure édition de son - effets sonores et bruitages pour un film[2]